# 25-я кавалерийская дивизия
25-я кавалерийская дивизия — воинское соединение Вооружённых Сил СССР во Второй мировой войне.

## История дивизии
Формирование дивизии начато в Ленинградском военном округе приказом от 12 июля 1941 года в Новом Петергофе на территории 17-й автотранспортной бригады. Дивизию не следует путать с 25-й кавалерийской дивизией формирования 1935 года, участвовавшей в Зимней войне и в 1940 году обращённой на формирование 1-го механизированного корпуса

Эти новые формирования называли «лёгкими дивизиями».— http://www.litru.ru/?book=28630&page=305
В составе действующей армии во время Великой Отечественной войны с 25 июля 1941 года по 28 июля 1942 года.
С 12 августа 1941 года принимает участие в контрударе советских войск под Старой Руссой, была введена в бой в направлении Дедовичи, Дно для действия по тылам противника отдельными эскадронами. Продвигаясь через болота, дивизия смогла выйти в тылы. 18 августа получила приказ на отступление. 19-20 августа при отходе из Замошья в направлении Петрухново была обнаружена авиацией, подверглась бомбежке в течение суток и понесла большие потери (свыше 50 % личного состава и вся артиллерия). Погиб штаб дивизии. В конце августа после короткого переформирования была направлена в рейд по тылам немцев южнее Демянска. После нескольких успешных операций (разгром немецкого штаба в Майлуковых Горках), 8 сентября попала под удар немецких танков, была рассеяна, фактически перестала быть дивизией. Разрозненные группы кавалеристов вместе с остатками 34 армии самостоятельно с боями прорывались из окружения севернее и южнее Демянска. Во второй половине сентября дивизия была сформирована практически заново.
В первые дни октября 1941 года дивизия была введена в бой на территории нынешнего Парфинского района, вступила в бой с частями 290-й пехотной дивизии, понесла большие потери, но сохранила боеспособность. По немецким мемуарам была полностью разбита. Очевидно, что отведена на восстановление и конце октября 1941 года переброшена под Малую Вишеру, где вместе с 259-й стрелковой дивизией сдерживает удар немецких войск. В декабре 1941 года вышла на Волхов, где противостоит испанской «Голубой» дивизии.
Перед началом Любаньской операции в дивизии совершенно отсутствовала артиллерия и миномёты. 20 января 1942 года дивизия вошла в состав сформированного 13-го кавалерийского корпуса.
Директивой командующего Волховским фронтом за № 0021 от 23 января 1942 года корпусу была поставлена задача «Разгромить остатки противника в полосе Ленинградского шоссе, не допустив образования обороны противника на рр. Тигода и Кересть, к исходу 25 января выйти на р. Трубица, выдвинув передовые отряды к Сенной Керести, Новая Деревня, Финев Луг. В дальнейшем наступать в общем направлении Ольховка, Апраксин Бор и Любань, не позднее 27 января перехватить шоссе и железную дорогу Чудово — Ленинград и овладеть Любанью. С организацией обороны не связываться…»
Дивизия вышла из района Шевелево и к утру 25 января 1942 года сосредоточилась в лесу в 1,5 километрах восточнее Мясного Бора. В течение дня дивизия подвергалась атакам немецкой авиации и войти в прорыв не сумела.
С 27 января 1942 года 98-й кавалерийский полк в спешенном строю с ходу атаковал Глухую Кересть, но его атаки были отражены, 100-й кавалерийский полк дивизии в спешенном строю введён в бой вслед за 366-й стрелковой дивизией атаковал населённый пункт Восход и в упорном бою при содействии 104-го кавалерийского полка к утру 28 января 1942 года занял Восход и станцию Рогавка.
C 30 января 1942 года дивизия (без 98-го кавалерийского полка) вышла по маршруту Финёв Луг, Огорели, Тигода, Червино и далее на север, уничтожая мелкие гарнизоны противника. К утру 31 января 1942 года авангарды дивизии продвинулись на 30 километров в направлении Любани, вышли к Черевинской Луке, где, натолкнувшись на организованное сопротивление, дивизия ведёт бои до 3 февраля 1942 года. 3 февраля 1942 года сдав свой участок, дивизия перенаправлена на новое направление с задачей основными силами совместно с 59-й стрелковой бригадой, наступая вдоль железной дороги Новгород — Ленинград, овладеть Дубовиком, Большим и Малым Еглино и в дальнейшем наступать в северном направлении к железной дороге Ленинград — Чудово. Однако дивизия разделилась.
98-й кавалерийский полк был выдвинут из второго эшелона и прикрывал фланг и тыл корпуса в районе Филипповичи, Фролево, затем сдав участок 23-й стрелковой бригаде, действовал в составе сводного отряда вместе с 236-м кавалерийским полком 87-й кавалерийской дивизии, а после 5 февраля 1942 года — и со 104-м полком своей дивизии, который сдал свой участок в районе Червино 191-й стрелковой дивизии. C 9 февраля 1942 года сводный отряд с боями наступает по маршруту Заручье, Остров, Абрамове, Глебово, Порожки, Конечки, 10 февраля 1942 года конной атакой разгромил гарнизон в Глебово. Передовые части отряда вышли к Вальякка, где были встречены организованным огнём; 98-й кавполк расположился в Савкино-1 и Савкино-2, прикрывая тыл сводного отряда и отбивая атаки врага из района Порожки и Нестерково. В районе этих населённых пунктов полк ведёт тяжёлые бои до 20 февраля 1942 года.
100-й кавалерийский полк двигался вдоль железной дороги Новгород — Ленинград и утром 4 февраля 1942 года занял без боя Горки, затем продвигаясь к станции Радофинниково, разгромил 183-й эстонский лыжный батальон, атаковал Дубовик и к исходу 5 февраля 1942 года полностью очистил его от противника. В ночь на 6 февраля 1942 года совместно с 59-й стрелковой бригадой и лыжным батальоном атакует противника в Большом и Малом Еглино, однако атаки отбивались и лишь в ночь на 7 февраля 1942 года населённые пункты удалось взять. Затем полк с бригадой в течение нескольких дней безуспешно атаковала хорошо укреплённые позиции на насыпи строящейся железной дороги Чудово — Веймарн и к 20 февраля 1942 года перешёл к обороне. Дивизия была собрана и приступила к обороне рубежа в районе Веретье, в течение февраля-марта 1942 года ещё пытаясь перейти в наступление на Любань. За время боёв в окружении практически утратила конский состав, поскольку лошади использовались в виде пищи окружёнными бойцами 2-й ударной армии, однако сама дивизия сохранила относительную боеспособность.
На первом этапе операции по выводу из окружения 2-й ударной армии, к 16 мая 1942 года дивизия была выведена из Любанского выступа в составе корпуса. В том же районе она доукомплектовывалась за счёт 77-й кавалерийской дивизии 14-го кавкорпуса, сформированной летом 1941 года из сибирских и уральских казаков, и вновь была брошена в бой для спасения остальных войск 2-й ударной армии. С 19 июня 1942 года дивизия в пешем строю задействована в организации прорыва кольца окружения в районе Мясного Бора и удержании прорыва.

«Со стороны 59-й армии важную роль в прорыве сыграли спешенные кавалеристы 25-й кавдивизии корпуса Н. И. Гусева. Кавалеристы были элитой Красной Армии, заметно превосходя многие части по физической подготовке и боевому духу»— militera.lib.ru/h/isaev_av4/14.html
Уже в начале июля 1941 года дивизия начинает вливаться в стрелковые подразделения, так в частности 750 человек из состава 25-й и 80-й кавалерийской дивизии переданы на пополнение 58-й стрелковой бригады. Последние бои дивизия вела в июле 1941 года с последними попытками пробиться к окружённым частям.
15 июля 1942 года остатки дивизии в районе Новой Керести обращены на укомплектование 19-й гвардейской стрелковой дивизии; управление дивизии расформировано 28 июля 1942 года.

## Подчинение
| Дата                  | Фронт (округ)                                              | Армия             | Корпус (группа)           | Примечания |
| --------------------- | ---------------------------------------------------------- | ----------------- | ------------------------- | ---------- |
| 01 июля 1941 года     | Ленинградский военный округ                                | -                 | -                         | -          |
| 01 августа 1941 года  | Резервный фронт                                            | 34-я армия        | -                         | -          |
| 01 сентября 1941 года | Северо-Западный фронт                                      | 34-я армия        | -                         | -          |
| 01 октября 1941 года  | Северо-Западный фронт                                      | -                 | -                         | -          |
| 01 ноября 1941 года   | Северо-Западный фронт                                      | -                 | -                         | -          |
| 01 декабря 1941 года  | Калининский фронт                                          | -                 | -                         | -          |
| 01 января 1942 года   | Волховский фронт                                           | 52-я армия        | -                         | -          |
| 01 февраля 1942 года  | Волховский фронт                                           | 2-я ударная армия | 13-й кавалерийский корпус | -          |
| 01 марта 1942 года    | Волховский фронт                                           | 2-я ударная армия | 13-й кавалерийский корпус | -          |
| 01 апреля 1942 года   | Волховский фронт                                           | 2-я ударная армия | 13-й кавалерийский корпус | -          |
| 01 мая 1942 года      | Ленинградский фронт (Группа войск Волховского направления) | 2-я ударная армия | 13-й кавалерийский корпус | -          |
| 01 июня 1942 года     | Ленинградский фронт (Волховская группа войск)              | -                 | 13-й кавалерийский корпус | -          |
| 01 июля 1942 года     | Волховский фронт                                           | -                 | 13-й кавалерийский корпус | -          |

## Состав
- 98-й кавалерийский полк
- 100-й кавалерийский полк
- 104-й кавалерийский полк
- 44-й бронетанковый эскадрон (до 22 января 1942 года)
- 42-й конно-артиллерийский дивизион
- 42-й артиллерийский парк
- 15-й отдельный полуэскадрон связи
- 48-й медико-санитарный эскадрон
- 25-й отдельный эскадрон химической защиты
- 11-й продовольственный транспорт
- 59-й дивизионный ветеринарный лазарет
- 619-я полевая почтовая станция
- 968-я полевая касса Госбанка

## Командиры
- Гусев, Николай Иванович, комбриг, с 09.11.1941 генерал-майор, с 09.07.1941 по 20.01.1942
- Баринов, Давид Маркович, подполковник, с 21.01.1942 по 15.07.1942